# آيت بوزاويت (أم ربيع)
آيت بوزاويت هي إحدى مشيخات المملكة المغربية، تتبع جغرافيا لإقليم خنيفرة وإداريًا لأم ربيع. يقدر عدد سكانها بـ 966 نسمة حسب الإحصاء الرسمي للسكان والسكنى لسنة 2004.